# Happy Together (película de 1989)
Happy Together es una comedia romántica protagonizada por Patrick Dempsey y Helen Slater. La película se comercializó con las frases, "Los compañeros de habitación por accidente... los amantes por elección", y "Como te amo, déjame contar las maneras..."

## Trama
Christopher (Patrick Dempsey) es un joven de mente muy seria. Inscribiéndose en la universidad como un estudiante de primer año encuentra a su compañera de habitación llamada Alex(Helen Slater). Los dos han sido colocados por un error de computadora. Christopher encuentra la vinculación intolerable y trata de encontrar otro lugar donde vivir. 
Los dormitorios están llenos y queda resignado, por lo menos en el momento, para hacer lo mejor de su situación actual. Alex, una chica extrovertida, muestra un poco de interés en lo académico y trata a Christopher como una molestia. Mientras el destino interviene, los dos comienzan a darse cuenta de que se gustan después de todo, y se manifiesta en una relación sexual en donde cada uno encuentra la necesidad por el otro.

## Elenco
- Patrick Dempsey como Christopher Wooden.
- Helen Slater como Alexandra Page.
- Dan Schneider como Stan.
- Kevin Hardesty como Slash.
- Marius Weyers como Denny Dollenbacher.
- Barbara Babcock como Ruth Carpenter.
- Gloria Hayes como Luisa Dellacova
- Brad Pitt como Brian.
- Aaron Harnick como Wally.
- Ron Sterling como Trevor.
- Eric Lumbard como Gary.
- Michael D. Clarke como Steve.
- Wendy Lee Marconi como Dory.
- Yvette Rambo como Jill.
- Shawne Rowe como Geri.